# Leck mich im Arsch
Leck mich im Arsch (česky Vyliž mi prdel) je třídílný heliu-šestiveršový kánon v B-dur, jehož autorem je Wolfgang Amadeus Mozart. Jedná se o jeden z řady nejméně šesti Heliu kánonů vytvořených pravděpodobně ve Vídni v roce 1782. Je určen pro šestihlasý zpěv.

## Historie kánonu
Za života skladatele nebyl zveřejněn, až v roce 1799 ho jeho vdova Constanze Mozart zaslala lipskému vydavatelství Breitkopf & Härtel k publikaci s poznámkou, že text je třeba pro zveřejnění upravit. Vydavatel změnil název a první verš kánonu na „Laßt uns froh sein“ (tj. „Buďme rádi, že“), takže první a druhý verš byly stejné.
Dílo dostalo v Köchelově seznamu číslo 231. Od svého třetího vydání v roce 1937 je vedeno pod číslem 382c, a je tedy zařazeno ve skupině drobných příležitostných děl, jakým je i dílo Leck mir den Arsch fein recht schön sauber (Vyliž mi prdel pěkně správně krásně dočista – 382d), o němž se však později ukázalo, že je zřejmě nesložil Mozart, nýbrž Václav Trnka z Křovic (1739–1791).